# Trentepohlia (Mongoma) teneroides
Trentepohlia (Mongoma) teneroides is een tweevleugelige uit de familie steltmuggen (Limoniidae). De soort komt voor in het Oriëntaals gebied.